# さっぽろ産業振興財団
さっぽろ産業振興財団（さっぽろさんぎょうしんこうざいだん） は、札幌市白石区にある法人。

## 概要
経営相談や融資など中小企業の支援、ベンチャーの起業や創業支援、経営者向けの講演会、研究開発プロジェクト、IT人材育成プロジェクト、アジア圏諸国との経済交流、首都圏の企業とのビジネスマッチング、映像クリエーター向け研修会などの支援事業を実施している。また、インキュベーター向けのインキュベーションオフィスやソフトウェア開発企業向けのレンタルオフィスの提供なども行っており、セミナールーム、会議室などを比較的安価で貸し出している。

## 沿革
- 1986年（昭和61年）：財団法人「札幌エレクトロニクスセンター」として設立。札幌テクノパーク（第1テクノパーク）に「札幌市エレクトロニクスセンター」オープン。
- 1999年（平成11年）：「新事業創出促進法」による「中核的支援機関」認定[3]。
- 2001年（平成13年）：札幌コミュニケーションパークSORAに「札幌市産業振興センター」一部オープン（翌年全面オープン）[4][5]。
- 2002年（平成14年）：札幌市中小企業指導センターと統合し、財団法人「さっぽろ産業振興財団」に改編。
- 2006年（平成18年）：札幌市エレクトロニクスセンター、札幌市産業振興センターの指定管理者となる[6]。
- 2012年（平成24年）：「総合特別区域法」による「札幌コンテンツ特区」（平成24年度〜平成27年度）推進組織として[7]、財団内に「札幌映像機構」（旧コンテンツ特区推進課）設置。
- 2013年（平成25年）：一般財団法人移行。産業振興センター内に「札幌市デジタル創造プラザ（インタークロス・クリエイティブ・センター）」（ICC）移転[8]。

## 組織
※2021年4月1日現在
- 評議員会
  - 理事会 - 理事長
  - 監事
    - 専務理事（事務局長） - 事業本部長
      - IT・クリエイティブ産業振興部
        - クリエイティブ産業振興課（ICC）
        - IT産業振興課
        - 事業企画課

      - 販路拡大支援部
        - 映像産業振興課（SFC）
        - ものづくりチーム・販路拡大チーム
        - 企画推進課

      - 総務企画部
        - 中小企業支援センター
        - 事業推進課
        - 総務企画課

## 拠点一覧
- 札幌市産業振興センター[9] - 札幌市白石区東札幌5条1丁目1-1
- 札幌市エレクトロニクスセンター - 札幌市厚別区下野幌テクノパーク1丁目1-10
- 札幌市デジタル創造プラザ（ICC/インタークロス・クリエイティブ・センター） - 札幌市白石区東札幌5条1丁目1-1
- 札幌フィルムコミッション（SFC） - 札幌市白石区東札幌5条1丁目1-1 インタークロス・クリエイティブ・センター1階
- 札幌中小企業支援センター[10] - 札幌市中央区北1条西2丁目 北海道経済センター2階